# DB Cargo France
DB Cargo France S.A.S., voor 2021 gekend onder de naam Euro Cargo Rail S.A.S. (ECR) is een Franse private spoorwegonderneming voor goederenvervoer. Het is sinds 2007 een dochteronderneming van Deutsche Bahn (DB Cargo). De ondernemingsvorm is een S.A.S.: Société par actions simplifiée, een alternatieve vorm van de naamloze vennootschap. De zetel bevindt zich in Parijs.

## Geschiedenis
In het kader van de liberalisering van het spoor in Europa richt de Britse private spoorwegonderneming English Welsh & Scottisch Railway (EWS) in januari 2005 een dochteronderneming op in Frankrijk, onder de naam Euro Cargo Rail. EWS, dat als EWS International in april 2005 een toelating verkrijgt om op het Frans net te rijden, levert de treinen. Na een proefrit in december 2005, rijdt in mei 2006 de eerste reguliere goederentrein van het nieuwe bedrijf op het Franse spoor. 
In november 2007 wordt het moederbedrijf EWS opgekocht door het Duitse logistieke bedrijf DB Schenker en omgedoopt tot DB Schenker Rail Ltd. Hierdoor wordt ECR eveneens een DB-dochter. In november 2010 wordt in samenwerking met de haven van La Rochelle het bedrijf OFP La Rochelle - Maritime Rail Services opgericht, dat in juli 2013 omgedoopt zal worden tot OFP Atlantique (waarbij "OFP" staat voor Opérateur ferroviaire portuaire). In november 2013 gaat ECR ook in België rijden; vanaf dan zijn de lichtgrijze ECR-locomotieven een vertrouwde verschijning op het Belgische spoor.
In de loop van zijn bestaan heeft ECR een gestage groei gekend. Het bedrijf beroemt er zich op de grootste private goederenvervoerder per spoor in Frankrijk te zijn. In 2014 wordt een omzet van ruim tweehonderd miljoen euro gehaald. In datzelfde jaar zijn er 1222 werknemers in dienst, waarvan 215 treinbestuurders.
In september 2021 werd ECR hernoemd naar DB Cargo France, in lijn met de moedermaatschappij.

## Materieel
In de beginjaren wordt gereden met vier gehuurde Vossloh G1206 diesellocomotieven en vooral met EMD Class 66 diesellocomotieven in de kenmerkende donkerrood-gele kleurstelling van EWS. Sindsdien is het locomotievenbestand door aankoop of leasing aanzienlijk uitgebreid en gediversifieerd. Naast een vijftigtal oude vertrouwde Class 66 (overgenomen van EWS) beschikt het bedrijf thans onder meer over zestig eenheden van de modernere versie van de 66, die als EMD Class 77 ingeschreven staan, en over veertig elektrische Bombardier TRAXX F140 MS-locomotieven. Daarnaast zijn er kleinere aantallen van de Vossloh G1000 BB en Euro 4000, terwijl meer recent ook Alstom Prima's van SNCF-dochter Akiem geleased worden.

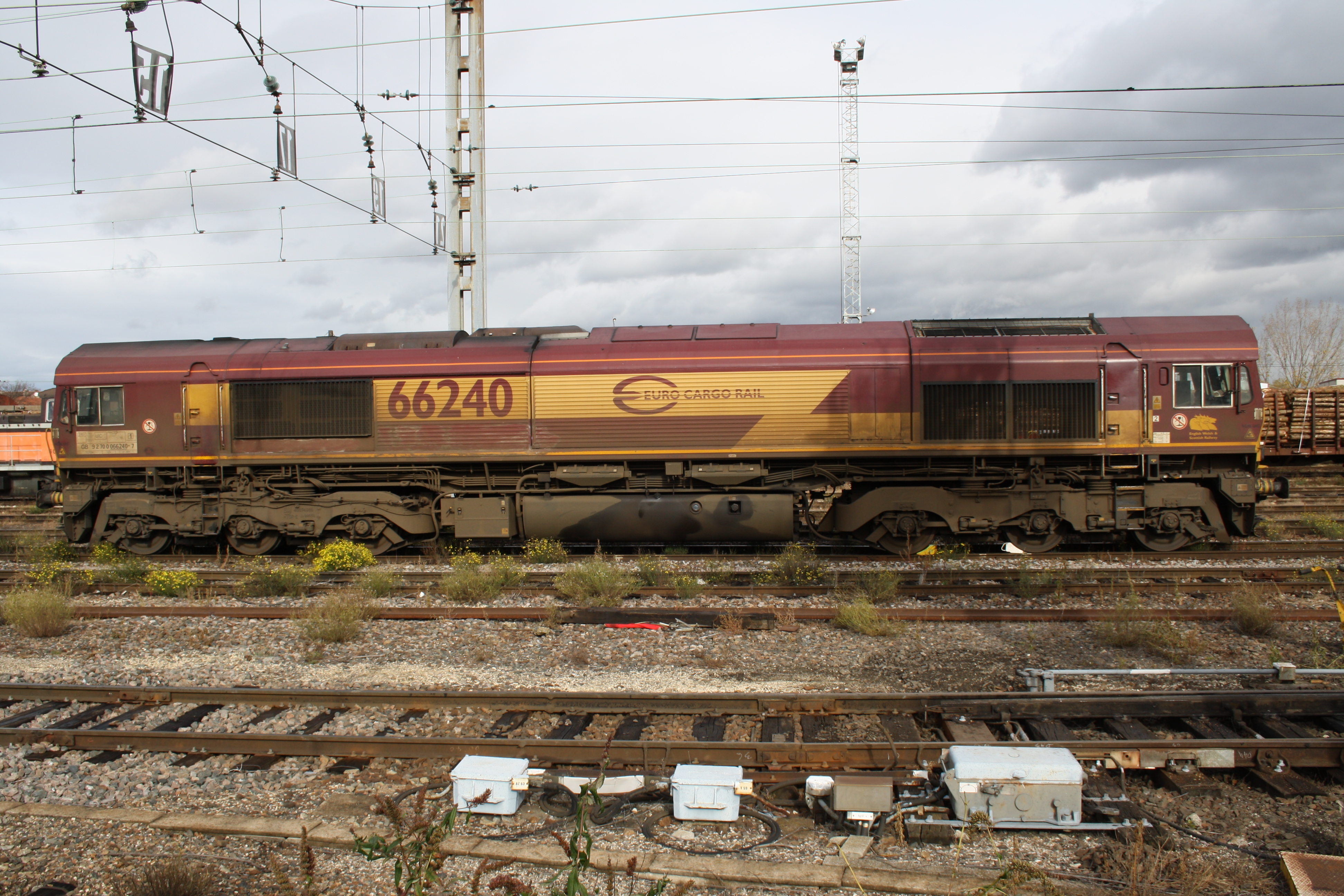
Class 66 nr. 66240 van ECR
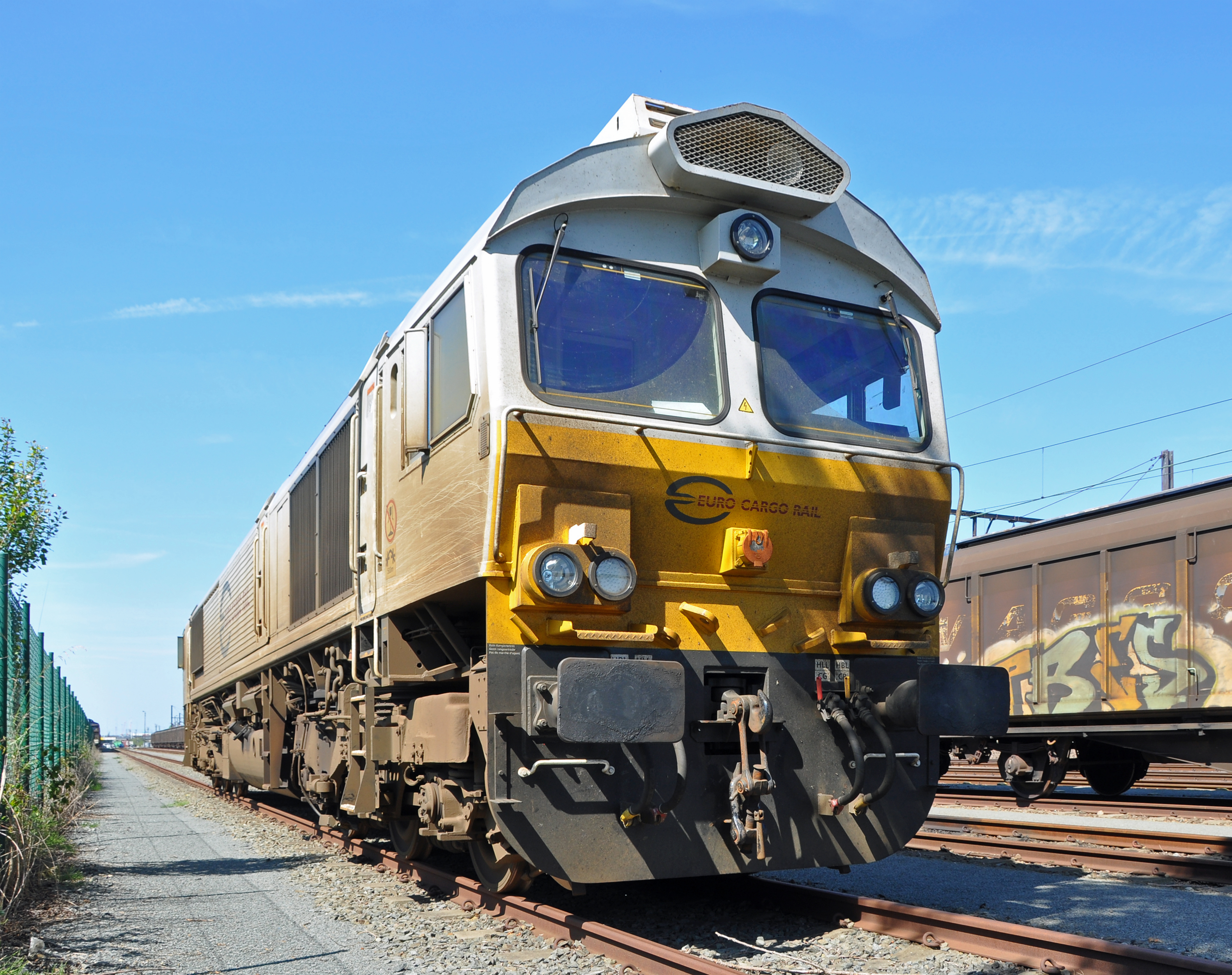
Class 77 nr. 77030 van ECR
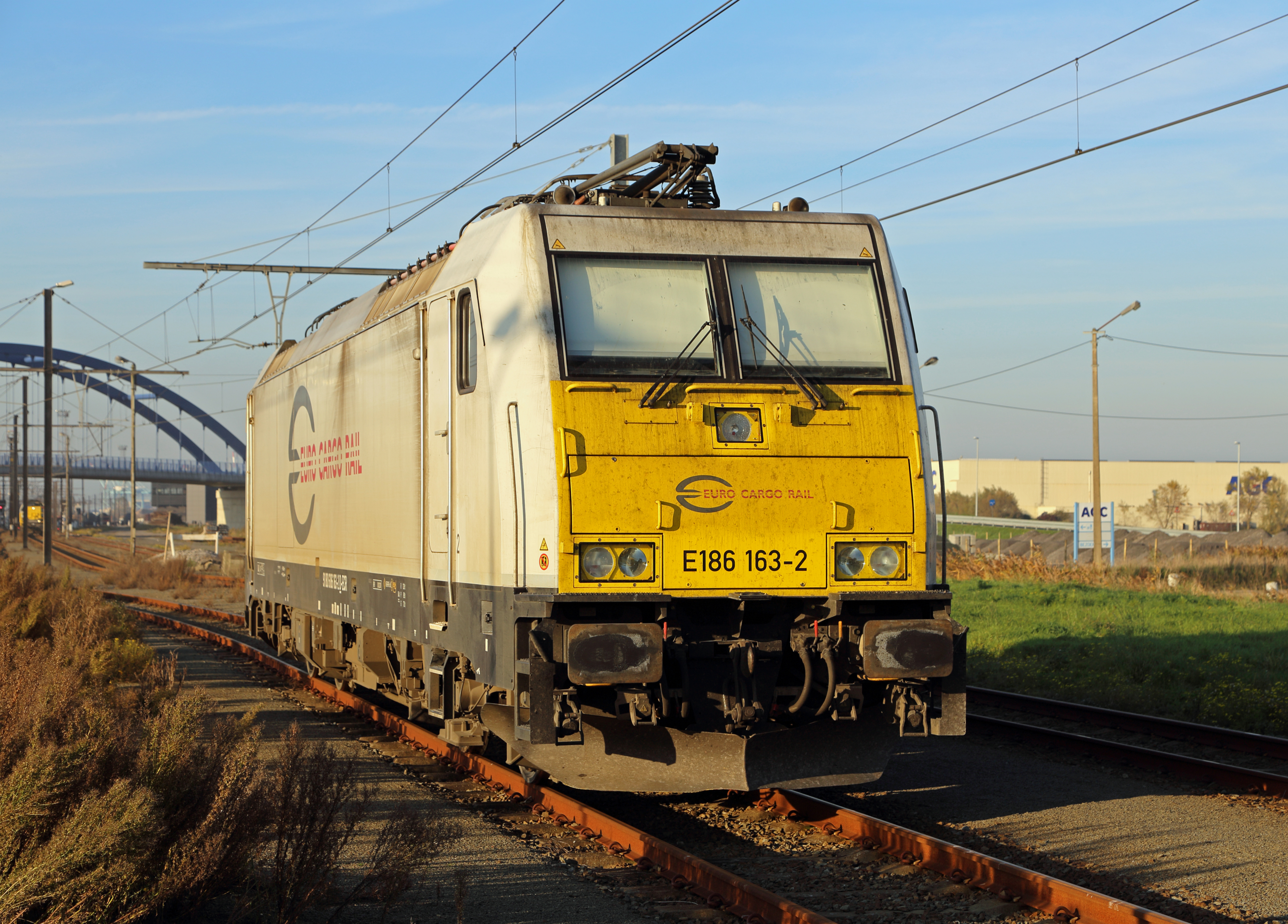
Elektrische locomotief E186 163-2 van ECR (Bombardier TRAXX F140 MS)
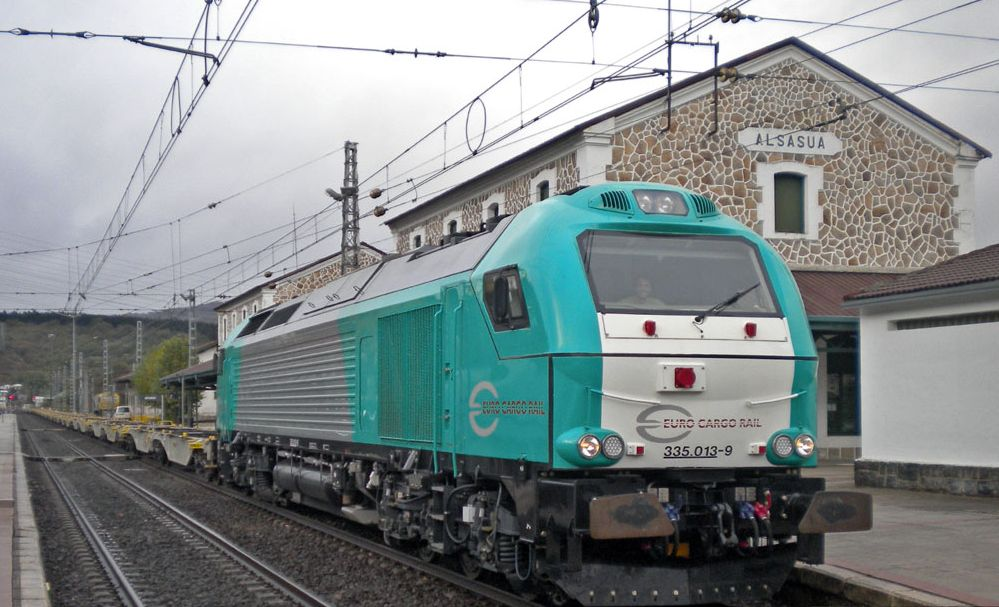
Vossloh Euro 4000 diesellocomotief nr. 335.013-9 van ECR
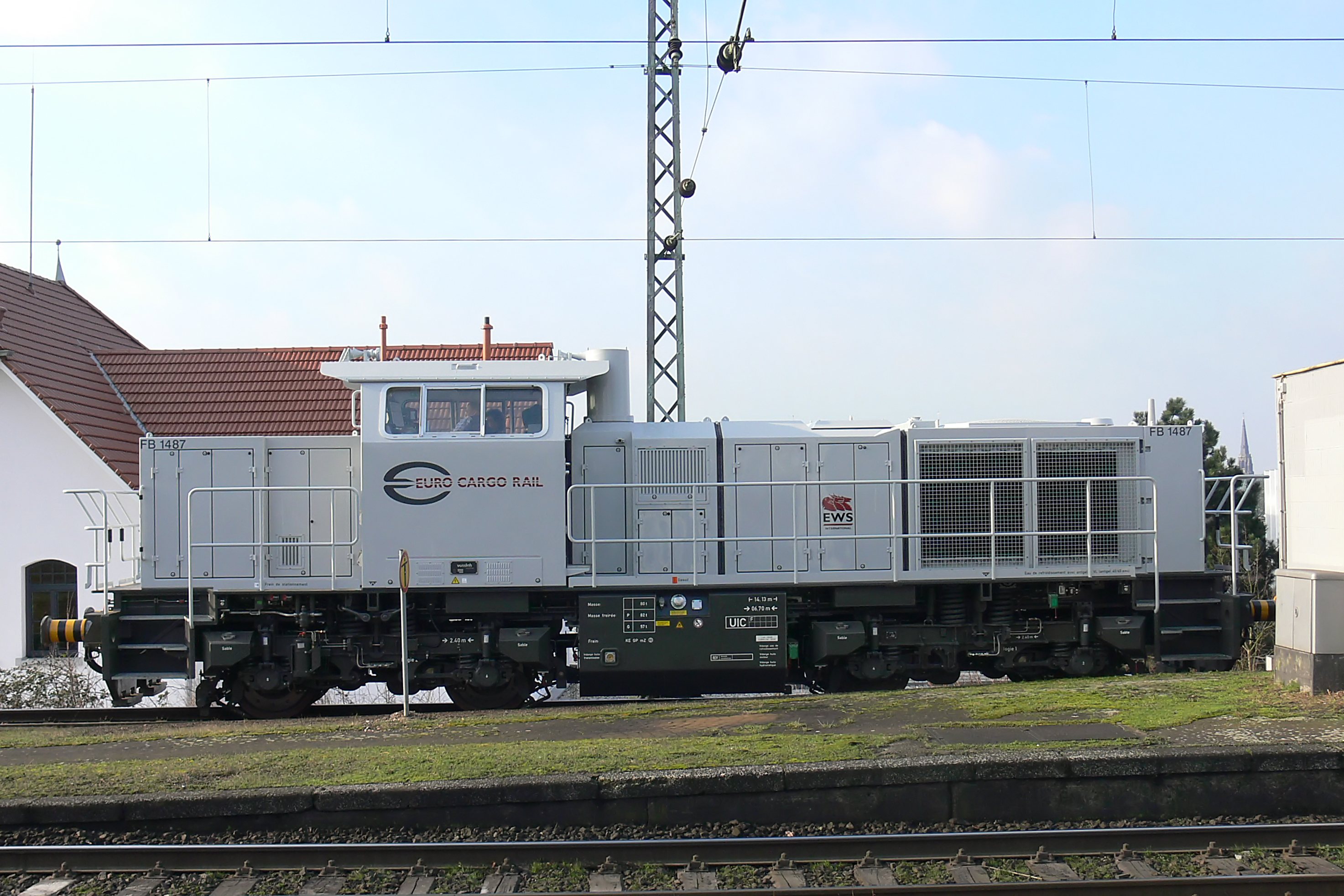
Vossloh G1000 BB nr. FB 1487 van ECR